# Insentiraja subtilispinosa
Insentiraja subtilispinosa là một loài cá đuối ở vùng nước sâu phổ biến trong họ Arhynchobatidae.

## Phân bố và nơi sống
I. subtilispinosa thường được tìm thấy ở độ sâu từ 320 đến 1.460 mét (1.050 đến 4.790 ft) ngoài khơi tây bắc Úc, Indonesia và Philippines. Mặc dù có rất nhiều cá thể trong phạm vi đã biết của nó, nhưng ít người biết về sinh học của nó.

## Mối quan hệ với con người
Dựa trên tỷ lệ bắt gặp được báo cáo và quan sát dân số, không có bằng chứng nào chứng minh mối quan tâm về I. subtilispinosa của người dân.